# 瓜里巴
瓜里巴是巴西圣保罗州的一个市镇。总面积270.454平方公里，总人口34508人，人口密度127.6人/平方公里。